# Feliz Navidad
„Feliz Navidad“ (výslovnost [feˈliz naβiˈða(ð)]; v překladu Veselé Vánoce) je vánoční píseň, kterou v roce 1970 napsal a poprvé nahrál portorický zpěvák a skladatel José Feliciano. Díky svému jednoduchému, procítěnému textu – tradičnímu španělskému vánočnímu/novoročnímu přání „Feliz Navidad, próspero año y felicidad“ („Veselé Vánoce, úspěšný rok a štěstí“), po kterém následuje text v anglickém znění „I wanna wish you a Merry Christmas from the bottom of my heart“ („Chci vám ze srdce popřát veselé Vánoce“) – se stala vánoční klasikou a získala si oblibu po celém světě. 

## Souvislosti akompozice
Feliciano uvedl, že píseň nahrál, když seděl o Vánocích ve studiu v Los Angeles a stýskalo se mu po rodině v New Yorku a po vzdálenější rodině. Vzpomínal, jak se svými bratry slavil Štědrý večer, jedl tradiční portorikánská jídla, pil rum a zpíval koledy. „Je to vyjádření radosti, kterou jsem o Vánocích cítil, a toho, že jsem si připadal velmi osamělý“, řekl v prosinci 2020 pro NPR. „Chyběla mi rodina, chyběly mi vánoční koledy s nimi. Chyběla mi vánoční atmosféra.“